# Lisasti prisekanček
Lisasti prisekanček (znanstveno ime Hister quadrimaculatus) je vrsta hrošča iz družine prisekančkov.

## Opis
Lisasti prisekanček je ime dobil po štirih rdečih lisah na črnih elitrah. Gre za plenilsko vrsto hroščev, ki zraste v dolžino do okoli 10 mm in se hrani z ličinkami različnih žuželk.

## Sinonimi
- Hister aethiops (Heer), 1841[2]
- Hister cephallenicus ˙(Daniel, 1906)[2]
- Hister crassimargo (Gozis, 1886)[2]
- Hister gagates (Illiger, 1807)[2]
- Hister lunatus (Scriba, 1790)[2]
- Hister marshami (Stephens, 1830)[2]
- Hister pelopis (Marseul, 1861)[2]
- Hister reniformis (Olivier, 1789)[2]
- Hister scapularis (Fischer de Waldheim, 1823)[2]
- Hister sinuatus (Herbst, 1792)[2]